# Cinéma tchadien

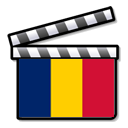
Drapeau tchadien sur un clap de cinéma

Le cinéma tchadien a évolué depuis l’indépendance du pays avec des acteurs comme Édouard Sailly, Mahamat Saleh Haroun et Issa Serge Coelo.

## Réalisateurs
- Edouard Sailly (1941-2010)
- Mahamat Saleh Haroun (1961-)
- Issa Serge Coelo (1967-)
- Zara Mahamat Yacoub (? 1970-)
- Aché Coelo (1985-)
- Djérabé Ndigngar (1992-)
- Cyril Danina[1](1974)
- Allamine Kader Kora(1978)
- Aaron Padacké Zégoubé(1989)
- Achille Ronaimou Adoumbaye(1978)